# Хьопсон
Хьопсон (кор. 挾船, 협선, «корабель хьоп», «вузький корабель») — корейський низькобортний швидкісний військовий корабель галерного типу часів династії Чосон. Судно корейського флоту 16 — 17 століття. Перший хьопсон було збудовано 1555 року. Їх використовували для допомоги великим кораблям пханоксонам у боротьбі з японськими піратами та під час Імджинської війни 1592–1598 років.
Розмір команди 1 хьопсона становив до 10 осіб: 1 керманича, 4 бомбардирів, 4 лучників, 2 веслувальників.
Основним видом бою пханоксона був дистанційний: враження противника бомбами із запальною сумішшю.